# Ordem Mística do Templo da Rosacruz
Em 1912, Annie Besant, Marie Russak e James Ingall Wedgwood fundaram a Ordem do Templo da Rosa-Cruz. Em razão dos numerosos problemas originados na Inglaterra durante a Primeira Guerra Mundial, as atividades tiveram que ser suspensas.
Besant retornou a suas tarefas como Presidente Mundial da Sociedade Teosófica, Wedgwood seguiu trabalhando como bispo da Igreja Católica Liberal e Russak manteve contato na Califórnia com Harvey Spencer Lewis, ao qual ajudou na elaboração dos rituais da Ordem Rosa-cruz AMORC.
Ao final do século XX, na América espanhola, se reavivou o interesse pelas ordens iniciáticas, sobretudo aquelas relacionadas com as tradições espirituais do Ocidente. Nos dias atuais, um membro da Sociedade Teosófica, conhecido nos círculos rosacruces como Frater Iniciador, começou a trabalhar pela re-fundação da OTRC.
Atualmente trabalha-se em vários países para o renascimento da Ordem do Templo da Rosacruz com o novo nome de Ordem Mística do Templo da Rosacruz (OMTRC). A criação oficial está planejada para o ano 2012, quando completam 100 anos desde a fundação original.

## Princípios da Organização
Lema: Lux Veritatis
Trabalho: Baseados na máxima dos alquimistas Ora et Labora, a OMTRC estabelece dois tipos de reuniões: Oratório (ou Grupo de estudo, onde se investigam diversos temas relacionados com a Tradição Esotérica) e Laboratório (ou Convocação, onde se realizam rituais e diversas práticas espirituais).
Graus: A Ordem possui três graus iniciáticos: Neófito, Peregrino e Mestre. No entanto, assim como os autores teosóficos, se insiste na diferença entre a iniciação ritual e a verdadeira Iniciação. O citado esquema de graus é simbólico e não tem nenhuma relação com o progresso espiritual de cada membro.
A Ordem tem vários postulados ou bases em que sustenta seu trabalho:
- Crença em um Ser Absoluto.
- Desenvolvimento integral do ser humano.
- Fomento do amor fraternal.
- Absoluta gratuidade dos ensinamentos.

## Objetivos da OMTRC
- Difusão dos ensinamentos espirituais.
- Fomento do estudo da Tradição Esotérica Ocidental e das religiões comparadas.
- Serviço consciente.
- Trabalho espiritual progressivo e contínuo.
- Investigação comparativa dos diferentes ramos da Tradição Rosacruz.
- Fomento para criação de uma Federação Fraternal Rosacruz, relacionando amistosamente a todos os grupos rosacruces que reconhecem a Cristo como um ideal.